# 투저우못
투저우못시(베트남어: Thành Phố Thủ Dầu Một /城舖守油蔑)은 베트남 남부 빈즈엉성의 성도로 면적은 118.66km2, 인구는 244,277명(2012년 기준)이다. 호찌민 시 중심가에서 북쪽으로 약 20km 정도 떨어진 곳에 위치하며 사이공강 좌안과 접한다. 행정상으로는 독립된 도시이지만 호찌민시 도시권의 위성 도시로 여겨진다.

## 행정구역
투저우못시는 14개의 프엉(坊)으로 구성되어 있다.
- 푸끄엉 (Phú Cường / 富強)
- 히엡타인 (Hiệp Thành / 協成)
- 짜인응히아 (Chánh Nghĩa / 正義)
- 푸토 (Phú Thọ / 富壽)
- 푸화 (Phú Hòa / 富和)
- 푸러이 (Phú Lợi / 富利)
- 푸미이 (Phú Mỹ / 富美)
- 딘화 (Định Hòa / 定和)
- 히엡안 (Hiệp An / 協安)
- 푸떤 (Phú Tân / 富新)
- 화푸 (Hòa Phú / 和富)
- 떤안 (Tân An / 新安)
- 뜨엉빈히엡 (Tương Bình Hiệp / 襄平協)
- 짜인미이 (Chánh Mỹ / 正美)

## 경제
투저우못은 1997년 이래로 이 지역의 중요한 산업 중심지로 급성장하면서 경제 발전을 거듭해 왔다. 2007년 1월 이 도시는 공식적으로 3급 시로 인정 받았다. 2012년 7월에 빈즈엉성의 성도로 승격했다. 이곳에는 개발 중인 4200 헥타르의 도시 기술 단지가 있다. 투저우못은 호찌민시 광역권(투저우못시, 년짝시, 떤안시, 비엔호아시와 동나이성과 빈즈엉성의 일부 지역 포함) 내의 현대적인 도시가 될 것이다.

## 명소
- 호이카인 사원 (Chùa Hội Khánh)
- 바 사원 (Chùa Bà)

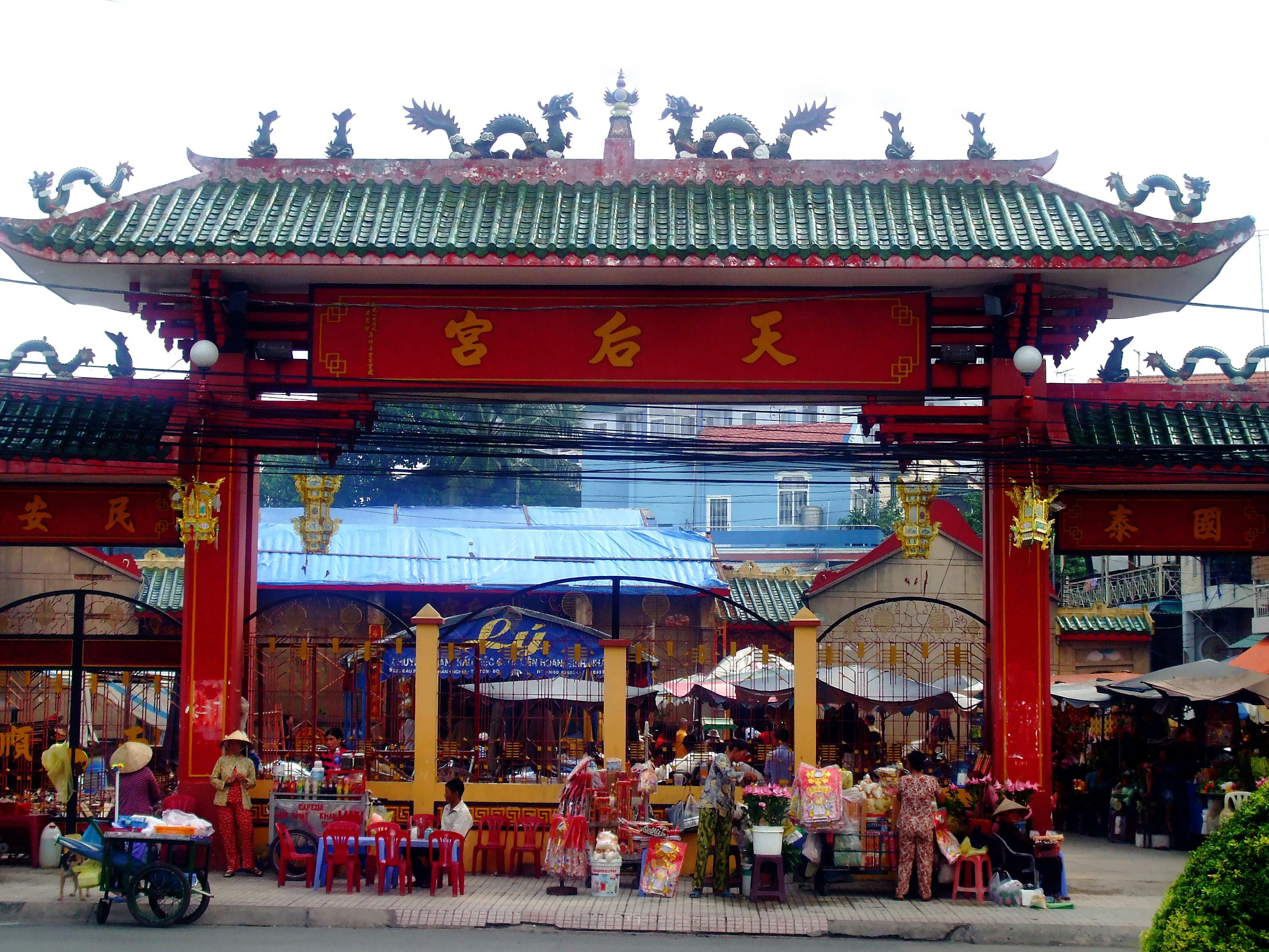
바 사원
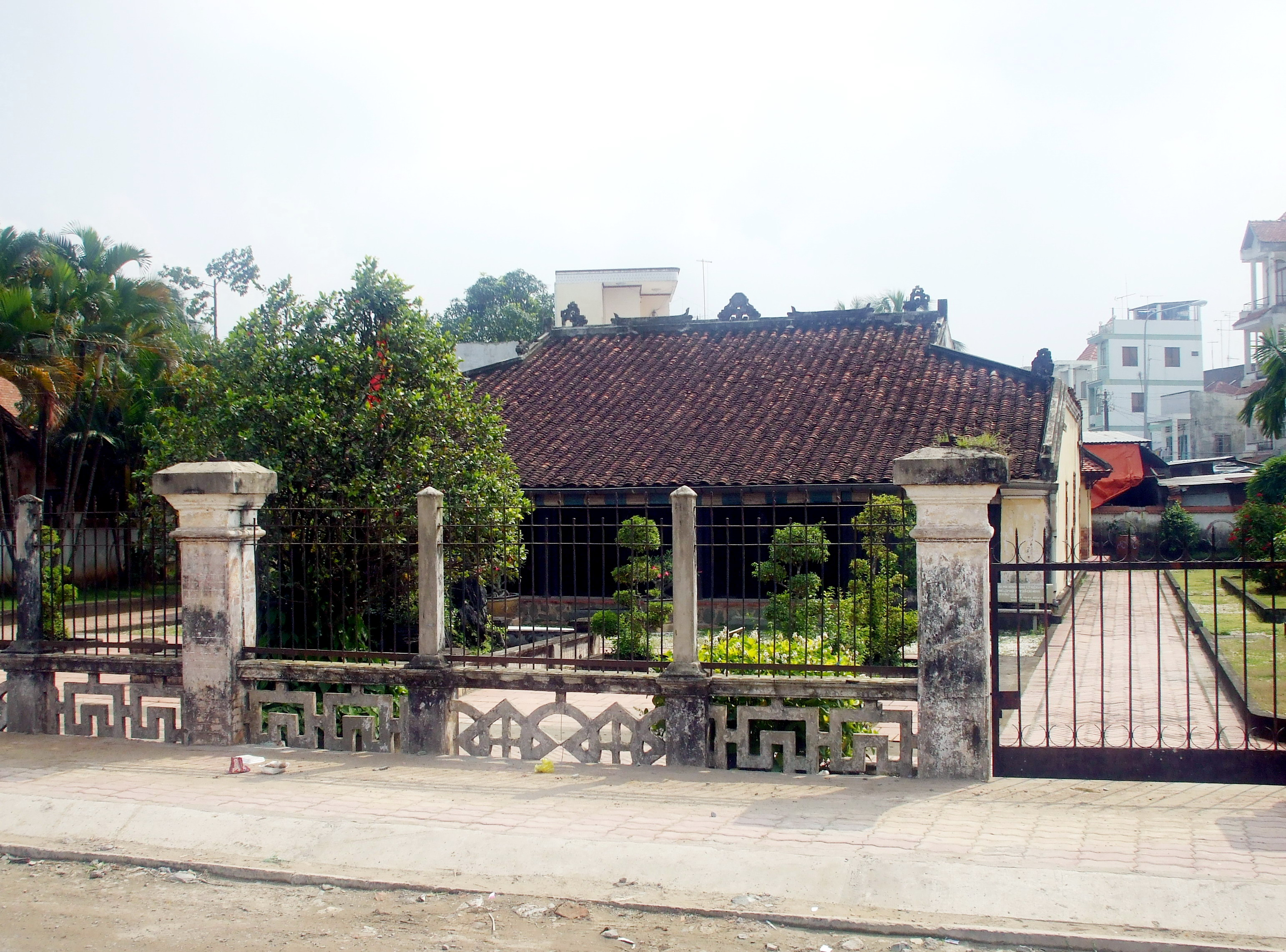
1890년에 지어진 푸다우 고택